# 無義突變抑制因子
在分子生物學中，無義突變抑制因子（nonsense suppressor，亦稱爲無義抑制因子）是一種能抑制無義突變作用的因子。生物體內會發生一種稱爲無義突變的突變，mRNA上編碼氨基酸的密碼子會變成終止密碼子，造成轉譯提前終止，產生的多肽鏈完全無正常功能。爲了補救這種突變，生物體進化出了無義突變抑制因子，無義突變抑制因子可以通讀終止密碼子，使轉譯得以繼續，避免生物體因無義突變而死亡。無義突變抑制因子可以分爲兩種：能與終止密碼子結合的突變tRNA（通常是帶有與終止密碼子互補的反密碼子，但也有突變位點不在反密碼子上的無義突變抑制因子）；能減弱終止密碼子作用效果的突變核糖體。其中，突變tRNA較爲常見，對它的認識也相對透徹。
無義突變抑制因子一般不會使正常的轉譯無法終止。對於該現象，通常有以下幾種解釋：1)tRNA型的無義突變抑制因子在細胞內濃度遠遠低於正常的tRNA（因爲其基因拷貝數一般比正常的tRNA低），因而與終止密碼子結合的概率相對較低；2)生物體往往會以一種密碼子作爲主要的終止密碼子，與其對應的無義突變抑制因子作用效果都較弱；3)部分基因本身在開放讀框（ORF）末端帶有多個終止密碼子，確保轉譯能正常結束。